# ريتشارد سميث (لاعب كرة قدم بريطاني)
ريتشارد سميث (بالإنجليزية: Richard Smith)‏ (3 أكتوبر 1970 في المملكة المتحدة - ) هو لاعب كرة قدم بريطاني في مركز الدفاع. لعب مع غريمسبي تاون وكامبريدج يونايتد وليستر سيتي ونونيتون بورو ‏.

## وصلات خارجية
- ريتشارد سميث على موقع قاعدة بيانات كرة القدم.إي يو (الإنجليزية)
- ريتشارد سميث على موقع Soccerbase.com (لاعب) (الإنجليزية)
- ريتشارد سميث على موقع عالم كرة القدم.نت (الإنجليزية)